# Zújar
Zújar é um município da Espanha na província de Granada, comunidade autónoma da Andaluzia, de área 102 km² com população de 2834 habitantes (2007) e densidade populacional de 26,45 hab/km².

## Demografia
| Variação demográfica do município entre 1991 e 2004 | Variação demográfica do município entre 1991 e 2004 | Variação demográfica do município entre 1991 e 2004 | Variação demográfica do município entre 1991 e 2004 |
| --------------------------------------------------- | --------------------------------------------------- | --------------------------------------------------- | --------------------------------------------------- |
| 1991                                                | 1996                                                | 2001                                                | 2004                                                |
| 2 986                                               | 2 933                                               | 2 733                                               | 2 703                                               |